# Samuel Crompton

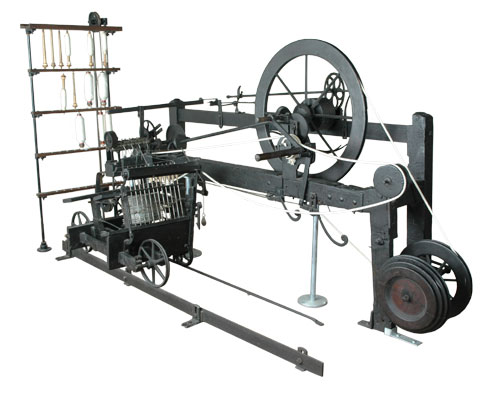
Único ejemplo existente de una Spinning-mule

Samuel Crompton (Firwood, Lancashire, 3 de diciembre de 1753-26 de junio de 1827) fue un inventor inglés, conocido por idear la primera máquina de hilar verdaderamente práctica, denominada "spinning mule" (mula de hilar).
Samuel Crompton revolucionó la industria textil con la creación de su mula hiladora, un avance clave en la mecanización de la producción textil durante la Revolución Industrial. La invención de Crompton, que combinaba lo mejor de la hiladora Jenny y la hiladora hidráulica, ofreció una solución a un desafío crítico en la manufactura textil: la necesidad de una mayor eficiencia en el hilado. Antes de su invento, la producción textil dependía en gran medida del trabajo manual, lo que limitaba la escala y la velocidad de la producción. El hilado era un proceso laborioso que requería que los trabajadores operaran continuamente las máquinas, lo que a menudo resultaba en hilos de calidad irregular y baja. Sin embargo, la hiladora mule de Crompton cambió drásticamente la dinámica de la producción textil al aumentar significativamente tanto la velocidad como la calidad del proceso de hilado.
Crompton, a diferencia de muchos de sus contemporáneos, no era un ingeniero ni un inventor formado. En cambio, su creación surgió de una combinación de ingenio personal y perseverancia. Pasó gran parte de su juventud experimentando con dispositivos mecánicos, a menudo utilizando recursos limitados y trabajando en un pequeño taller improvisado en su hogar en Bolton, Lancashire, cerca de Mánchester. A pesar de no tener formación formal, la comprensión de Crompton sobre las tecnologías de hilado existentes le permitió imaginar una máquina que fuera más eficiente que cualquier otra que existiera. Su hiladora mule incorporó lo mejor de la capacidad de la hiladora Jenny para hilar múltiples hilos simultáneamente y la capacidad de la hiladora hidráulica de producir hilos más fuertes y duraderos.
El impacto de la hiladora mule en la industria textil fue profundo. Permitió la producción masiva de hilos de alta calidad, lo que a su vez facilitó el crecimiento de los molinos textiles que podían producir telas tejidas a una escala sin precedentes. Al aumentar la capacidad de producción, la mula hiladora ayudó a reducir el costo de los productos textiles, haciéndolos más accesibles y asequibles para un mercado más amplio. Este avance tecnológico jugó un papel fundamental en el impulso de la Revolución Industrial, ya que permitió a los fabricantes de tejidos satisfacer la creciente demanda de telas tanto en los mercados nacionales como internacionales. La mayor disponibilidad de tejidos asequibles también impulsó el desarrollo de nuevas industrias, como la de la confección, y contribuyó a la urbanización al atraer a trabajadores hacia las ciudades fabriles.
Más allá de su impacto inmediato en la manufactura textil, la mula hiladora de Crompton ayudó a allanar el camino para futuras innovaciones en la maquinaria industrial. Su éxito demostró el potencial de combinar la mecanización con la habilidad y creatividad humana, lo que se convirtió en una característica destacada de los desarrollos futuros en diversas industrias. Sin embargo, las contribuciones de Crompton no estuvieron exentas de controversia. Aunque recibió un reconocimiento inicial por su trabajo, Crompton luchó para obtener una compensación financiera o patentes por su invención, que a menudo fue copiada sin su permiso. A pesar de estos desafíos, su trabajo sentó las bases para la mecanización de la industria textil y dejó una huella indeleble en la historia del progreso industrial.

## Semblanza
Durante su infancia, Crompton perdió a su madre, y tuvo que contribuir a los recursos de la familia dedicándose al hilado de materiales textiles. Los defectos de la hiladora Jenny le imbuyeron la idea de concebir algo mejor, y durante cinco o seis años este cometido absorbió todo su tiempo libre y dinero, incluyendo lo que ganaba por tocar el violín en el teatro Bolton. Sobre 1779 le llegó el éxito con la producción de una máquina apta para el hilado y uso en la manufactura de la muselina, que en un principio fue conocida como la hiladora de muselina o la hiladora Hall-i'-th'-Wood (por el nombre de la casa en la que con residía su familia), y que posteriormente recibiría el nombre de Spinning-mule.

## Mula de hilar rotatoria

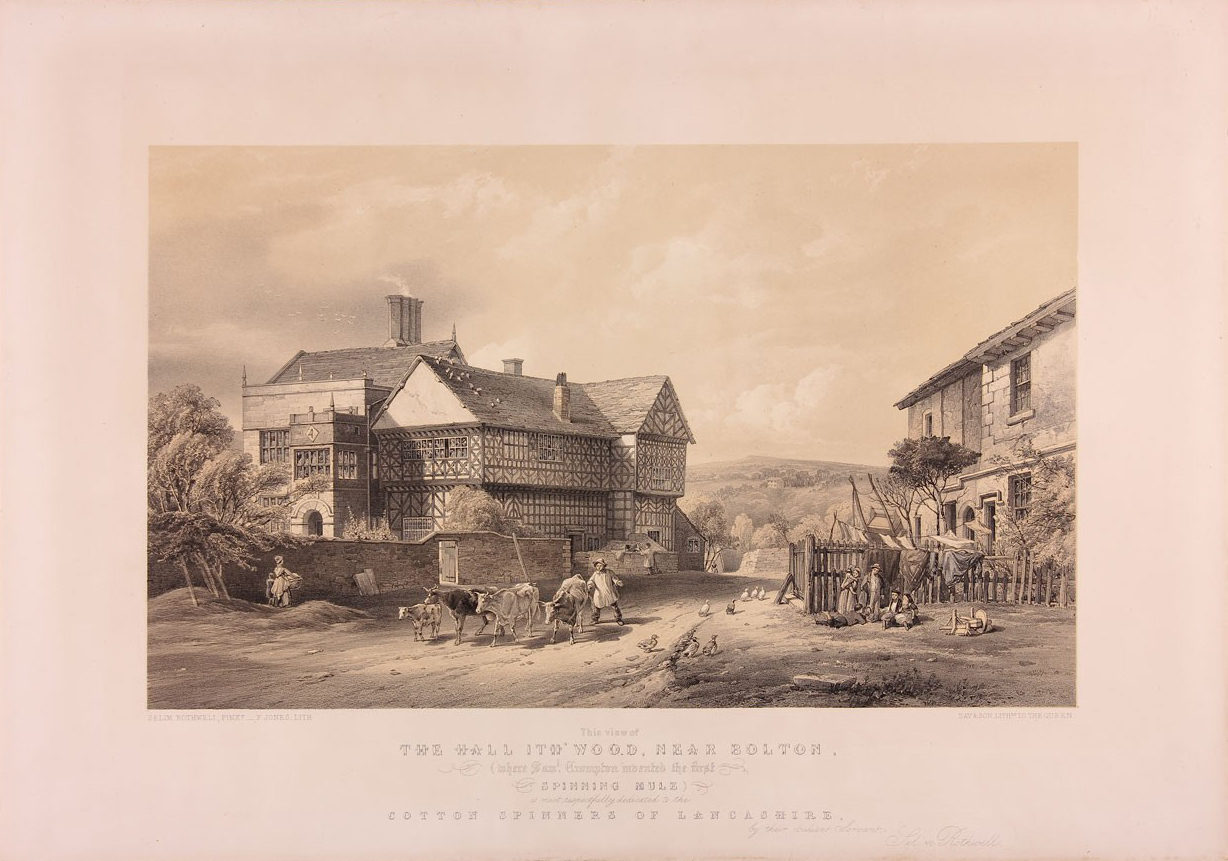
"Esta vista de The Hall ith' Wood cerca de Bolton (donde Samuel Crompton inventó la primera Spinning Mule) ...respetuosamente dedicada a los Hiladores de Algodón de Lancashire" Litografía de F. Jones (Day & Son, Lithographers to the Queen), según Selim Rothwell

Hacia 1779, Samuel Crompton consiguió fabricar una mula-jenny, una máquina que hilaba hilo adecuado para la fabricación de muselina. Era conocida como la rueda de la muselina o la Hall i Woodwheel, por el nombre de la casa en la que él y su familia vivían por esa época. La mula-jenny se conoció más tarde como la mula de hilar. Había una gran demanda del hilo que Crompton fabricaba en Hall i' th' Wood, pero carecía de medios para obtener una patente. Las intromisiones en sus métodos obligaron a Crompton a elegir entre destruir su máquina o hacerla pública. Adoptó esta última alternativa tras las promesas de varios fabricantes de pagarle por el uso de la mula, pero todo lo que recibió fueron unas 60 libras. Entonces retomó el hilado por su cuenta, pero con un éxito limitado.
La hiladora jenny retorcía las mechas utilizando rodillos a la manera de la hiladora hidráulica de Richard Arkwright, mientras que el carro del huso se movía hacia adelante y hacia atrás 54 pulgadas para estirar el hilo, y luego para recogerlo en los husos de hilatura a la manera de la jenny de James Hargreaves. La importancia de la mula radicaba en que podía hilar el hilo mejor de lo que se podía hacer a mano, lo que permitía obtener un hilo cada vez más fino. El hilo grueso (40s) se vendía a 14 chelines por libra, mientras que el hilo fino (80s) hilado en su mula se vendía a 42 chelines por libra. 
Como la mula no estaba patentada, al poco tiempo comenzó a ser fabricada en otros talleres. La máquina se construyó en hierro, se le aplicaron fuentes de energía externa en 1790 y para 1834 era totalmente automática o autoactiva. Un censo realizado en 1812 mostró que se estaban utilizando entre 4 y 5 millones de mulas de hilar en Gran Bretaña. Crompton no recibió regalías por su invento.
En 1800, se recaudó una suma de 500 libras a beneficio de Crompton mediante suscripción, y cuando en 1809, Edmund Cartwright, el inventor del telar mecánico, obtuvo 10.000 libras del parlamento británico, Crompton se decidió a solicitar una subvención. En 1811, recorrió los distritos manufactureros de Lancashire y de Escocia para recopilar pruebas que demostraran el amplio uso de su mula, y en 1812 el parlamento le concedió 5.000 libras. Con la ayuda de este dinero, Crompton inició un negocio como blanqueador y luego como comerciante e hilandero de algodón, pero sin éxito. En 1824, una serie de industriales (entre los que se encontraban Isaac y Benjamin Dobson, Benjamin Hick, John Kennedy y Peter Rothwell) del Club Black Horse de "enjuiciamiento" de Bolton, le suscribieron una anualidad o renta de 63 libras esterlinas sin su conocimiento.
Crompton murió en su casa de King Street, Bolton, el 26 de junio de 1827, y fue enterrado en la iglesia parroquial de St Peter's en Bolton.